# Asadiłła Chodżajew
Asadiłła Aszrapowicz Chodżajew (ros. Асадилла Ашрапович Ходжаев, ur. 1920, zm. we wrześniu 1983 w Taszkencie) – radziecki polityk.

## Życiorys
Ukończył Taszkencki Instytut Inżynierów Transportu Kolejowego i 1942-1951 był kolejno majstrem, starszym majstrem, inżynierem i starszym inżynierem naczelnikiem odległości drogi Kolei Środkowoazjatyckiej. Od 1945 w WKP(b), 1951-1954 instruktor Wydziału Przemysłowo-Transportowego KC Komunistycznej Partii (bolszewików) Uzbekistanu/Komunistycznej Partii Uzbekistanu, od 1954 zastępca ministra, potem do stycznia 1963 I zastępca ministra transportu samochodowego i dróg szosowych Uzbeckiej SRR. Od stycznia 1963 do kwietnia 1964 I sekretarz Samarkandzkiego Przemysłowego Komitetu Obwodowego KPU, od kwietnia 1964 do grudnia 1967 przewodniczący Komitetu Wykonawczego Samarkandzkiej Rady Obwodowej, 1967-1968 przewodniczący Biura Organizacyjnego KC KPU na obwód namangański (obecnie wilajet namangański). Od 1968 do 17 lutego 1973 I sekretarz Komitetu Obwodowego KPU w Namanganie, od lutego 1973 do grudnia 1978 I sekretarz Komitetu Obwodowego KPU w Taszkencie, od grudnia 1978 do końca życia sekretarz KC KPU i od 14 marca 1980 do śmierci przewodniczący Rady Najwyższej Uzbeckiej SRR. Deputowany do Rady Najwyższej ZSRR 8 kadencji.